# Torbole Casaglia
Torbole Casaglia är en ort och kommun i provinsen Brescia i regionen Lombardiet i Italien. Kommunen hade 6 535 invånare (2018).